# Queso de La Serena
Queso de La Serena ist ein spanischer Schafkäse mit geschützter Ursprungsbezeichnung.

## Herkunft
Queso de La Serena wird in 21 Gemeinden im Südosten der Provinz Badajoz hergestellt.
Die Weidefläche umfasst ungefähr 300 000 ha überwiegend baumloses Grasland auf mageren Skelettböden. Typische Süßgräser sind Vulpia ciliata, Bromus mollis und Agrostis ssp., ergänzt durch Kleearten (Trifolium arvense, Trifolium campestre, Trifolium glomeratum), andere Schmetterlingsblütler (Ornithopus compressus) sowie Helianthemum-, Erodium-, Plantago-, Carlina- und Hypochaeris-Arten. Die Flächen liegen durchschnittlich auf einer Höhe von 430 m über dem Meeresspiegel.

## Herstellung
Zur Herstellung wird ausschließlich Rohmilch von Merinoschafen verwendet. Diese geben - als Woll- bzw. Fleischschafrasse - nur eine relativ geringe Milchmenge von ca. 350 ml pro Melktag. Für die Herstellung von einem Kilogramm Käse wird daher die tägliche Milchproduktion von ungefähr 15 Schafen benötigt. Die Milch hat einen Eiweißgehalt von mindestens 4,8 % und einen Fettgehalt von 7 %. Der Anteil der verkäsbaren Trockenmasse beträgt mindestens 11 %.
Die Dicklegung der Milch erfolgt mit einem pflanzlichen Lab aus getrockneten Blüten von Cynara cardunculus und dauert 50 bis 75 Minuten bei einer relativ niedrigen Milchtemperatur von 25 °C bis 32 °C.
Durch die niedrige Temperatur und die mäßige Gerinnungswirkung des eingesetzten Labs kommt es zu langen Gerinnungszeiten und einem weichen Käsebruch. Dieses führt zu einer weniger festen Textur des Käseteigs.
Der Käsebruch wurde traditionell mit aus Espartogras geflochtenen Bändern oder schmalen Gurten geformt und manuell gepresst. Heute erfolgt das Formen und Pressen maschinell.
Die Laibe werden von Hand mit Meersalz eingerieben, 20 bis 60 Tage in Reifekammern bei einer Temperatur von 12 °C und einer relativen Luftfeuchtigkeit von 75 bis 80 % in Holzregalen gelagert und täglich gewendet.
Ungefähr 20 Tage nach dem Formen des Käses wird die Masse innen cremig. Der Käselaib muss dann vorsichtig gehandhabt werden, damit die Rinde nicht reißt.

## Eigenschaften

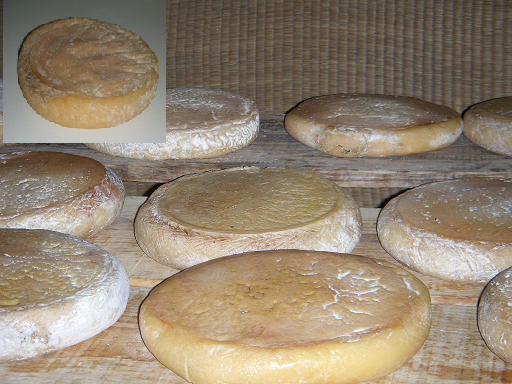
Queso de La Serena (g.U.)

Queso de La Serena wird als flacher Laib mit einem Gewicht von 250 g bis 3 kg produziert. Der Durchmesser beträgt mindestens 8 cm, die Höhe liegt bei 40 % bis 70 % des Durchmessers.
Die Rinde ist halbfest, der Teig halbfest bis weich, bei Vollreife cremig bis zähflüssig.
Der Fettgehalt in der Trockenmasse sowie der Anteil der Trockenmasse betragen mindestens 50 %.